# سوئداویا
سوئداویا (انگلیسی: Swedavia) شرکت مدیریت فرودگاه سوئدی است، که در سال ۲۰۱۰ تأسیس شد.